# Alfred Sommerfeld
Alfred Sommerfeld (* 24. August 1928 in Berlin-Staaken; † 24. März 2000 in Berlin) war ein deutscher Landwirt und Mitglied des Abgeordnetenhauses von Berlin.

## Leben und Wirken
Alfred Sommerfeld wurde als Sohn von Betty Agnes Emilie Mathilde Sommerfeld (geb. Schulze) (* 19. Oktober 1904; † 1984) und dem Landwirt Alfred Erich Artur Sommerfeld (* 7. September 1903; † 1975) geboren. Seine Schwester ist Gertrud Beelitz (geb. Sommerfeld) (* 4. Juli 1934; † 21. Juni 2021).
Alfred Sommerfeld war von 1938 bis 1946 Schüler der Freiherr-vom-Stein-Oberschule in Berlin-Spandau, an der er sein Abitur machte. Von 1947 bis 1950 studierte er an der Humboldt-Universität zu Berlin Veterinärmedizin. Am 1. Dezember 1950 heiratete er die in Mützlitz (Brandenburg) geborene Ingeborg Emilie Minna Helene Runge (* 4. Juli 1930; † 1. März 1987), mit der er zwei Kinder hat: den 1951 geborenen Sohn Alfred Herrmann Karl und die 1954 geborene Tochter Marianne Gertrud Betty.
1949 übernahm er die elterliche Landwirtschaft. Am 18. Juli 1952 trat er der CDU bei. Seit 1954 war er als Bürgerdeputierter in der Kommunalpolitik tätig und war mehrere Jahre stellvertretender Kreisvorsitzender (Spandau). Seine Frau Ingeborg trat der CDU am 4. September 1957 bei. Von 1958 bis 1967 war Alfred Sommerfeld Bezirksverordneter für Spandau und hatte 1965 den Fraktionsvorsitz inne. Ab März 1967 gehörte er dem Abgeordnetenhaus von Berlin an. Aus der Hand von Parlamentsvizepräsident Peter Lorenz erhielt er am 21. Juni 1974 das Bundesverdienstkreuz am Bande.

## Auszeichnungen
- 1974: Bundesverdienstkreuz am Bande